# Repati orel
Repati orel (znanstveno ime Aquila audax) je največja vrsta orlov v Avstraliji in na Novi Gvineji.

## Opis
Razpon kril pri tej vrsti orlov ja okoli 227 cm, skupna dolžina odrasle živali pa je okoli 106 cm. Ima značilen klinasto oblikovan rep, po katerem ga zlahka prepoznamo.
Repati orel je dober jadralec, ki večino svojega plena ujame na tleh z napadom iz zraka, le redko pa svoj plen ujame v letu. Od prihoda Evropejcev na avstralsko celino in širjenju kuncev po vsej Avstraliji predstavljajo ravno kunci najpogostejši plen repatega orla. Poleg tega se hrani tudi z drugimi vrstami neavtohtonih živali, kot so navadna lisica in razne podivjane mačke, pa tudi z avtohtonimi avstralskimi vrstami, kot so valabiji, manjši kenguruji, koale in bandicooti. Ponekod so plen repatega orla tudi ptice. Tako lovi kakaduje, race, vrane, ibise, redkeje pa celo emuje. Repati orel redko pleni plazilce, vendar pa lačna ptica lahko upleni tudi kuščarja in celo strupene kače.